# Пораз (ТВ филм)
„Пораз” је југословенски ТВ филм из 1972. године. Режирао га је Предраг Бајчетић а сценарио је написан по делу Нордахала Грига.

## Улоге
| Глумац                | Улога                     |
| --------------------- | ------------------------- |
| Милан Ајваз           |                           |
| Петар Банићевић       |                           |
| Александар Берчек     |                           |
| Предраг Ејдус         |                           |
| Капиталина Ерић       |                           |
| Милан Лане Гутовић    | ( као Милан Лане Гутовић) |
| Сима Јанићијевић      |                           |
| Михаило Миша Јанкетић |                           |
| Ксенија Јовановић     |                           |
| Петар Краљ            |                           |
| Татјана Лукјанова     |                           |

Остале улоге ▼
| Глумац              | Улога |
| ------------------- | ----- |
| Весна Малохоџић     |       |
| Миодраг Радовановић |       |
| Славко Симић        |       |
| Љуба Тадић          |       |
| Предраг Тасовац     |       |
| Милош Жутић         |       |